# Pedro da Linha
Pedro Maurício (Damaia, 1991), mais conhecido pelo nome artístico Pedro da Linha (por vezes conhecido por PEDRO ou Kking Kong), é um DJ e produtor musical português. Além de um álbum a solo, editado em 2020, assinou a produção de álbuns como Casa Guilhermina (2022), de Ana Moura, Estava No Abismo E Dei Um Passo Em Frente (2023), de Pedro Mafama, e DECLIVE (2023), álbum de estreia de EU.CLIDES.

## Percurso
Iniciou o seu percurso musical no final da adolescência por volta de 2008 - ao chumbar um ano na escola, ficou com bastante tempo livre e começou a fazer música para passar o tempo. A inspiração chegou dos Buraka Som Sistema.
À medida que avançou na produção, colocou os bootlegs que ia fazendo na sua página de Soundcloud, chamando à atenção de Branko, que entrou em contacto consigo. Surgiu, assim, a ligação à Enchufada e o convite para tocar nas Hard Ass Sessions, festas mensais da editora.
Lançou o primeiro EP em 2016, sob o nome artístico Kking Kong. Com o selo da Enchufada, Damaia era uma homenagem do músico à sua terra natal.
Entretanto, já há algum tempo que produzia temas para outros artistas, como “Entre o Céu e a Terra” e "Contigo" de Carlão, "Hei" de Profjam, "Erro" de Diogo Piçarra ou "Nova Lisboa" de Dino D'Santiago.
Em 2018, editou “Na Quebrada”, uma colaboração com o músico brasileiro Rincon Sapiência.
A estreia nos álbuns a solo chegou em 2020, com mais uma homenagem às suas origens nos subúrbios de Lisboa. Da Linha, referência à linha de Sintra, foi o seu primeiro registo com edição física. Apesar de ser maioritariamente instrumental, contou com a participação de Pedro Mafama. Os Pedros já tinham trabalhado juntos na música "Lacrau", de Mafama, e voltaram a fazê-lo na estreia de Mafama no formato longa-duração, em Por Este Rio Abaixo (2021). O segundo álbum de Mafama, Estava No Abismo E Dei Um Passo Em Frente, também contou com a produção de Pedro da Linha.
Participou no Festival da Canção 2021, como compositor convidado. Colaborando com Tota, levou a concurso a canção "Volte-Face", interpretada por EU.CLIDES. O tema alcançou a oitava posição na final. Em 2023, assinou a produção do álbum de estreia do músico com origens cabo-verdiana, DECLIVE.
Em maio de 2023, voltou a editar um registo em nome próprio. O EP Rua Rosa, 24 saiu pelo selo alemão Man Recordings UG.

## Discografia
- Damaia EP (Enchufada, 2018)
- Da Linha (Enchufada, 2020)
- Rua Rosa, 24 EP (Man Recordings UG, 2023)